# クロアチア

クロアチア共和国
Republika Hrvatska

国の標語：なし
国歌：Lijepa naša domovino（クロアチア語）
私たちの美しい故国

クロアチア共和国（クロアチアきょうわこく、クロアチア語: Republika Hrvatska）、通称クロアチアは、南ヨーロッパのバルカン半島に位置する共和制国家である。首都はザグレブ。
本土では西にスロベニア、北にハンガリー、東にボスニア・ヘルツェゴビナ、セルビアと国境を接している。南はアドリア海に面し、対岸はイタリア、飛び地のドゥブロヴニクでは東にモンテネグロと接している。
ユーゴスラビアを構成していたが、1991年に独立した。

## 国名
クロアチア語での正式名称はRepublika Hrvatska  発音。通称 Hrvatska [xř̩ʋaːtskaː]（フルヴァツカ）。
公式の英語表記は Republic of Croatia。通称 Croatia [kroʊˈeɪʃə] ( 音声ファイル)（クロエイシャ）。
日本語の表記はクロアチア共和国。通称クロアチア。漢字表記では克羅地亜、呉呂茶など。クロアチア語による正式名称の発音は片仮名表記にするならフルヴァツカが近いが、フルヴァツカと表記されることはあまりない。「クロアティア」とはラテン語読みである。

## 歴史

### クロアチアの統一
9世紀になると、北方・西方からフランク王国、南方・東方から東ローマ帝国の圧力が強まった。カール大帝治世の9世紀初めには一時的にフランク王国の版図に含まれ、この時にカトリックを受容している。以降クロアチア（Duchy of Croatia）はカトリックの一員となっている。こうした中、両勢力を牽制しつつヴラニミルがクロアチア統一を進め、879年にローマ教皇ヨハネス8世から独立国家として認められた。その後、トミスラヴのもとでクロアチア王国は発展をとげるが、彼の死後しばらくして、後継者争いから内乱へ突入した。

### 同君連合
このことがハンガリー王ラースロー1世の介入を招き、次のハンガリー王カールマーンが、1102年クロアチア・ダルマチアの王として戴冠を受けた。これによって、クロアチア（ここでのクロアチアはザグレブを中心とする地域）とスラヴォニアはハンガリー王国との同君連合の枠組みの中に組み込まれた（en）。ハンガリー王はクロアチアに広範な自治を認め、その際におかれた太守（総督）はバン（バーン）と呼ばれた。

### オーストリア＝ハンガリー帝国

オーストリア＝ハンガリー帝国時代の行政区分（1910年）

この後15世紀にはオスマン帝国に征服され（Ottoman wars in Europe）、その領域に組み込まれた（軍政国境地帯の内クロアチア軍政国境地帯とスラヴォニア軍政国境地帯にあたる領域はオーストリア＝ハンガリー帝国側に残った）。
18世紀末までに、オーストリア、ハンガリーによって回復されている（ハプスブルク領クロアチア王国）。これ以来ハプスブルク体制寄りの姿勢をとり、1848年の三月革命の際にはクロアチア人の軍人イェラチッチがハンガリーなどでの革命の鎮圧に活躍している。1867年にオーストリア＝ハンガリー二重帝国が成立するが、ハンガリーがクロアチア＝スラヴォニア王国に対して認めていた自治権も併せて、実態的には「オーストリア＝ハンガリー＝クロアチア三重帝国」であったとする研究も存在する。クロアチアは帝国内の他地域と比較しても体制側に協力的だった。
一方で、アドリア海沿岸のダルマチアは他2地域とは別の歴史をたどった。ダルマチアは10世紀末にヴェネツィア共和国の植民地になった。複雑な海岸とそれに連なる島々で構成されるダルマチアは天然の良港の宝庫であり、海洋国家ヴェネツィアにとって非常に重要な地域となった。ラグサ共和国として半独立していた時期もあるが、ナポレオン期のフランス帝国領イリュリア州（1809年 - 1816年）を経て、以降1815年のウィーン会議においてオーストリア帝国直轄領（ハプスブルク領イリュリア王国、ハプスブルク領ダルマチア王国）になるまでヴェネツィアの支配が続く。なお、オーストリア直轄となった点も、ハンガリー王国領域であった他2地域と歴史的性格を異にする。

### ユーゴスラビア王国
1918年に第一次世界大戦の敗北からオーストリア・ハンガリーが崩壊。オーストリア・ハンガリーから離脱したスロベニア人・クロアチア人・セルビア人国は、南スラブ民族による連邦国家の構成と言うセルビア王国の提案を受けて、セルブ＝クロアート＝スロヴェーン（セルビア・クロアチア・スロヴェニア）王国の成立に参加。1929年は国名をユーゴスラビア王国に改名した。しかしこの連邦国家にはクロアチア人側から、セルビア人に対して政府をコントロールしているのはセルビア人であるとする反発が大きく1939年にはこの不満を解消する目的で、広大なクロアチア自治州を設定したが、批判も多かった。

### クロアチア独立国
クロアチア自治州の設定だけでは満足しないクロアチア人勢力は、アンテ・パヴェリッチを中心として、クロアチアの独立を掲げる民族主義団体ウスタシャを設立。1941年反独クーデターによる親英政府打倒の為ユーゴスラビアに侵攻したナチス・ドイツの支援を背景として、クロアチア、ダルマチア、スラヴォニアとヴォイヴォディナ、ボスニア・ヘルツェゴヴィナの一部に跨るクロアチア独立国を成立させる。それ以降、ユーゴスラビア共産党を中心とするパルチザンおよび旧ユーゴスラビア王国軍の成員を中心としたチェトニックとの間で凄惨な戦闘が繰り返される。クロアチア独立国内にはヤセノヴァツ強制収容所などの収容所が各地に建設され、大規模な迫害と虐殺を行っていた事でも知られる。

1939年に設置されたクロアチア自治州（地図中、赤地の版図）
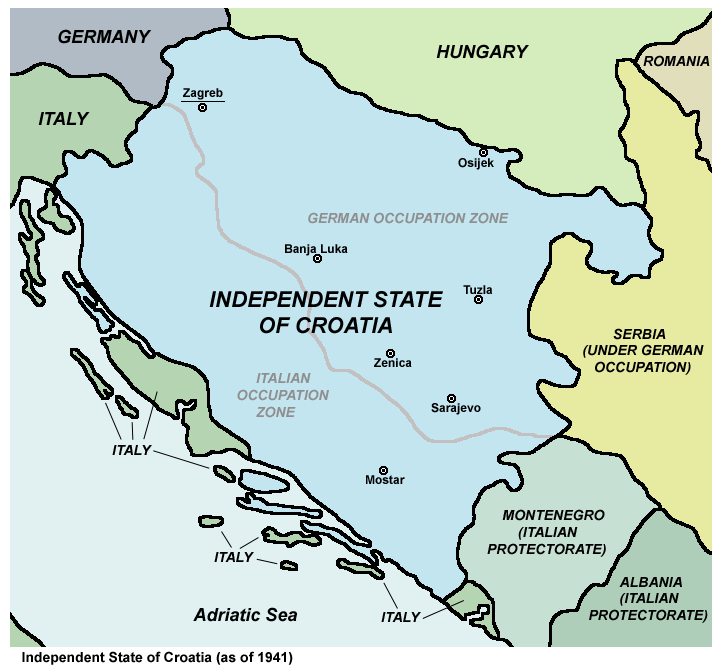
1941年に成立したクロアチア独立国

### ユーゴスラビア社会主義連邦共和国
ユーゴスラビアの混乱状態は、ユーゴスラビア共産主義者同盟が指導するパルチザンによってユーゴスラビアが自力解放されることによって収束された。戦後、以前のユーゴスラビアの枠組みの中で国家の再建が目指され、以降このパルチザン闘争を主導したヨシップ・ブロズ・チトーの巧みなバランス感覚と、カリスマ性によって多民族国家ユーゴスラビア社会主義連邦共和国は維持された。しかし、1980年にチトーが死去したことを皮切りに、幹部会システムの導入や経済状況の不安定化によって、各共和国・自治州において不満が噴出しはじめた。クロアチアはユーゴスラビア連邦政府に忠実な立場を取り続けたが、1980年代半ばからスロボダン・ミロシェヴィッチを中心とするセルビア共和国とスロヴェニア共和国の対立が深まると、次第にスロヴェニアと歩調を合わせるようになっていった。

### 独立

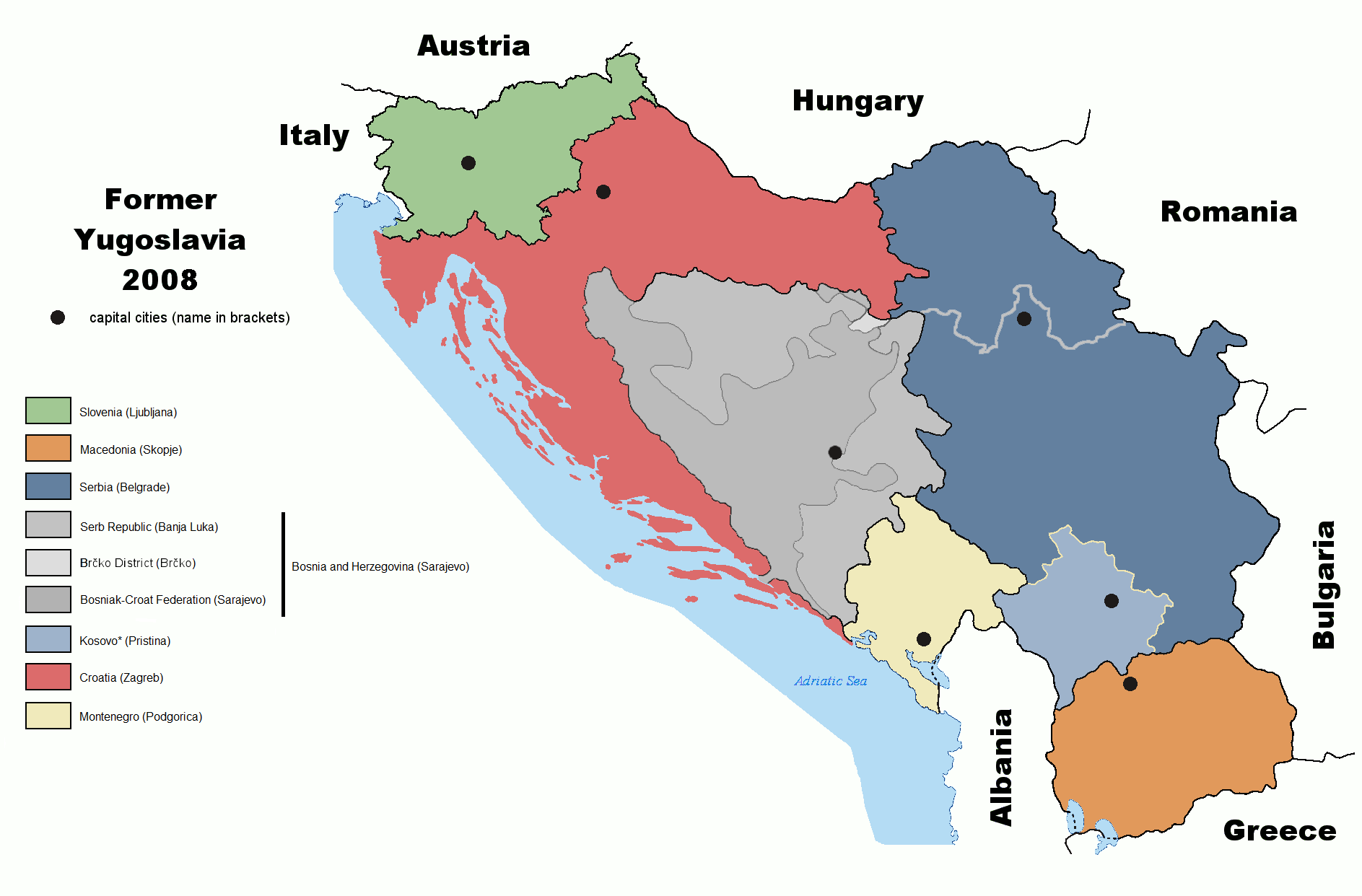
独立した旧ユーゴスラビア諸国（2008年）

東欧革命以降、旧東欧地域でそれまで一党独裁の地位にあった社会主義政党が自由選挙を認め民主化の気運が高まると、ユーゴスラビアでもこれを認め1990年に戦後初の複数政党制による自由選挙が実施された（Croatian parliamentary election, 1990）。クロアチアではユーゴスラビアからの自立を掲げるフラニョ・トゥジマン率いるクロアチア民主同盟（HDZ）が勝利し、政権を掌握。以降ユーゴスラビア・セルビアとの関係は険悪化の一途をたどっていった。
1991年3月2日には、スラヴォニアの帰属（西部に西スラヴォニア自治区→クライナ・セルビア人自治区、東部に東スラヴォニア・バラニャおよび西スレム・セルビア人自治州）をめぐってクライナ・セルビア人自治区軍とクロアチア警察軍の間でにらみ合う事態となり、3月31日にはプリトビツェ湖群で両者が衝突し、死者を出す事態となった（プリトビツェ湖群事件）。クロアチアの独立を目指す準備は着々と進められており、5月19日には独立の可否を問う国民投票が実施され、93%の圧倒的多数が賛成票を投じた。これを受けて6月25日、スロベニアと同日に独立を宣言した。
一方でクロアチア領内にも多く住むセルビア人は、クロアチアの独立に反対していた。この地域はクライナ・セルビア人自治区（→クライナ・セルビア人共和国）として、クロアチア政府による統治を拒否する構えを見せた。また、セルビア人保護を目的に、ユーゴスラビア連邦軍がクロアチアに介入した。これに対抗したクロアチア軍は、9月半ばにはユーゴスラビア軍との全面衝突クロアチア紛争へと進む。結果1995年に戦闘が終結するまでに大量の死者とセルビア人難民を生み出した。
これはクロアチア軍がセルビア人自治区を襲撃し、迫害を避けるためにセルビア人はユーゴスラビア地域へ退避移住せざるを得ない状況に陥ったことによる。破壊を避けるために先祖代々の墓も退避せざるをえない悲劇であった。移住せざるを得なかったセルビア人は20万人以上と言われている。その地域をクロアチア人居住区として併合することにより民族浄化路線を完了させる。
なお、クロアチア政府は1992年以降、ボスニア・ヘルツェゴビナ紛争にも介入し、セルビア人勢力やボシュニャク人勢力とともに戦闘、民族浄化を繰り広げた。

### クロアチアのEU加盟
クロアチアの欧州連合（以下EUとする）加盟交渉は、2005年中にスケジュールが組み立てられ、2008年1月に発足したサナデル内閣は2010年のEU加入を目標とした。
ただし、クロアチアの加盟交渉の開始に当たってはオランダのハーグに設置されている旧ユーゴスラビア国際戦犯法廷から訴追されているクロアチア軍退役将軍アンテ・ゴトヴィナの同法廷への引渡しが条件となっていた。これに対してはクロアチア国内の民族派からの抵抗が大きく当初2005年3月に予定されていた加盟交渉の開始は、この条件が満たされないことを理由に見送られることになった。同年10月3日から行われたEU緊急外相会議において、トルコ及びクロアチアに対する参加交渉の開始をめぐる議論が行われ、翌4日にクロアチアに対しての加盟交渉の開始が決定された。
当初クロアチアの加盟交渉開始の障害となっていたアンテ・ゴトヴィナは同年12月初頭にスペインのカナリア諸島で身柄を拘束され、ハーグの旧ユーゴスラビア国際戦犯法廷に移送された。
2008年、クロアチアのNATO（北大西洋条約機構）への加盟が認められ（実際の加盟は2009年4月）、軍事的に旧西側諸国の枠の中であると認識されるようになった。
その後、欧州委員会はクロアチアとの加盟交渉を終了し、同国のEU加盟を加盟27カ国に提案する方針を2011年6月に固めた。
2012年1月22日の国民投票で3分の2の賛成を得、議会によるEU加盟条約の批准を経て、2013年7月1日にクロアチアは正式にEUに加盟した。28番目のEU加盟国であり、旧ユーゴスラビア構成国家での中ではスロベニアに続く2例目となった。
2023年1月1日にユーロ通貨を導入し、シェンゲン協定にも参加した。

## 政治

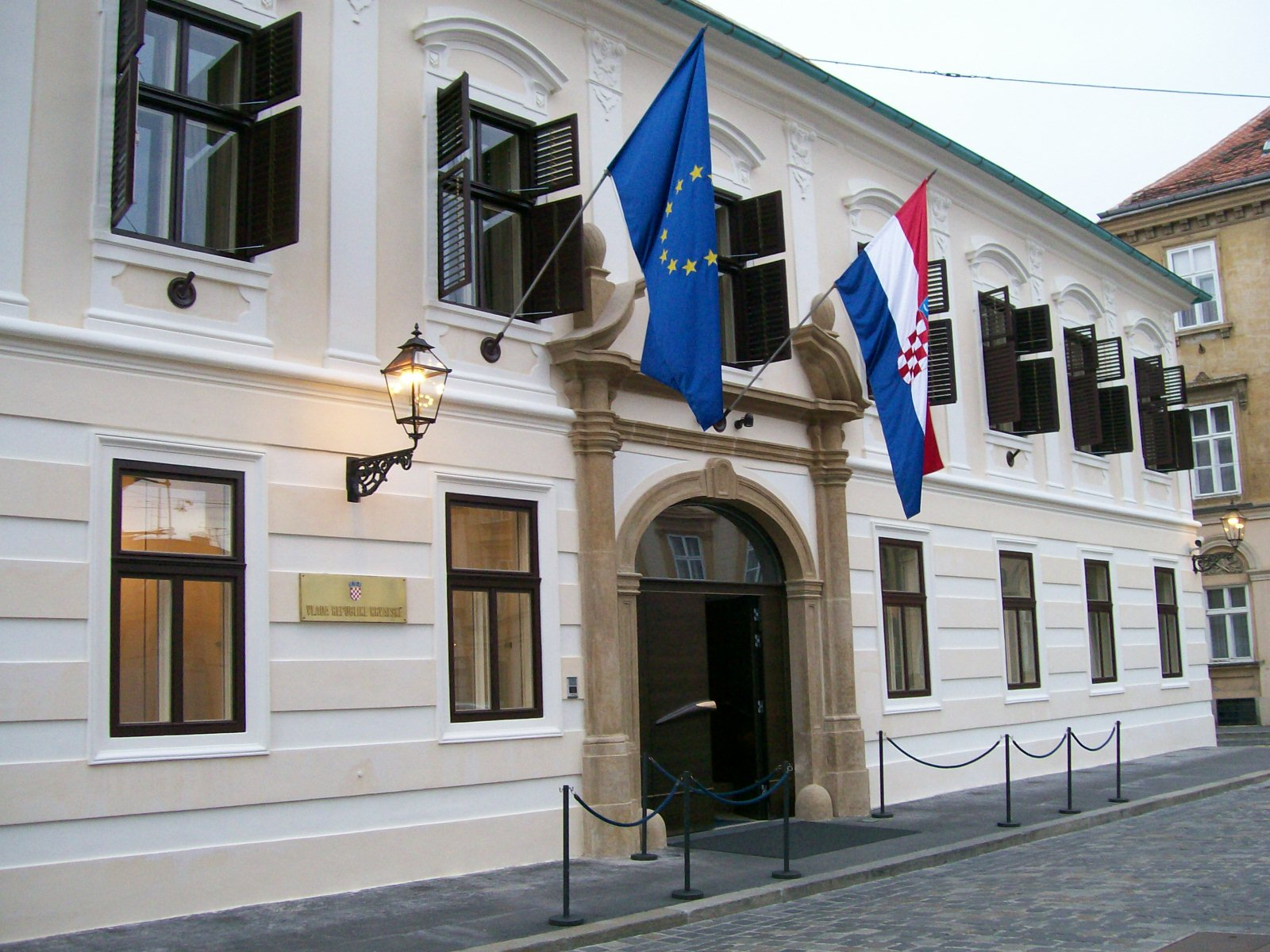
バンの宮殿

1990年の憲法制定以来、クロアチアは民主主義を標榜している。1990年から2000年までは半大統領制、それ以降は議院内閣制を採用している。国家元首である共和国大統領は国民の直接選挙による選出で、任期は5年、2期までと定められている。
大統領は軍の最高司令官であり、議会の同意のもと首相を任命し、国家元首として外交政策に影響を及ぼすものの、主に儀礼的な役割を果たす。ザグレブの大統領宮殿の他、避暑地のブリユニ島とフヴァル島に邸宅を所有している。
国会（サボル）は2001年まで二院制を取っていたが、上院（州議院）が廃止され、現在は一院制である。サボルの議員定数は100〜160人の可変で比例代表制によって選出される。任期は4年。本会議は1月15日から7月15日までと9月15日から12月15日まで行われる。
2024年4月17日に総選挙が行われ、与党のクロアチア民主同盟が65議席を獲得し第一党の座を維持した。親ロシア的とされるゾラン・ミラノヴィッチ大統領系のクロアチア社会民主党を中心とする中道左派連合は、42議席に留まった。
政府（ヴラダ）は副首相と14名の閣僚を率いる首相を首班とする。行政機関は予算案、法案の策定に責任を持ち、共和国の外交、内政を実行する。政府公邸はザグレブのen:Banski dvori（バンの宮殿、クロアチア社会主義共和国時代には大統領府）である。

## 地理
クロアチアの国土は大まかに
- 中央クロアチア
- スラヴォニア地方
- ダルマチア地方
- イストリア

の4地方に分かれる。

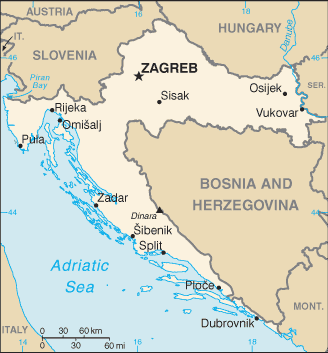
クロアチアの地図

ドゥブロヴニク地方は、ボスニア・ヘルツェゴビナのネウムによって分離され、飛び地となっている。そのためユーゴスラビアからの独立後は本土とドゥブロヴニクの間の移動の際に同国の検問所を通過するため不便さがあったが、2022年に両地域の間に、長大橋「ペリェシャツ橋」が開通したことでこれらの地域が直接行き来できるようになった。

## 地方行政区分
クロアチアは20地方（županije, županija - 単数形）と1直轄市（grad - 単数形）に分かれる。

## 経済

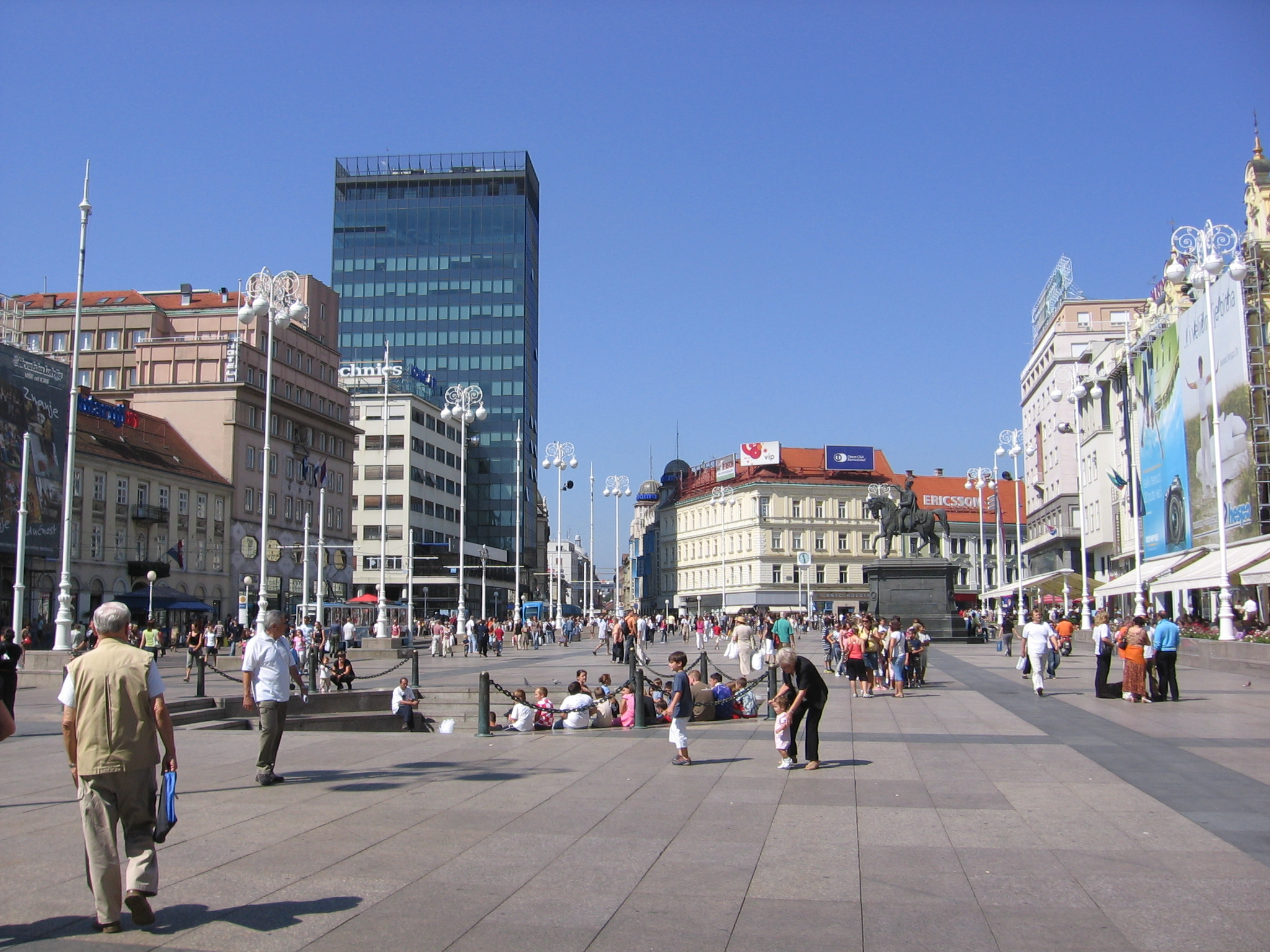
首都ザグレブ

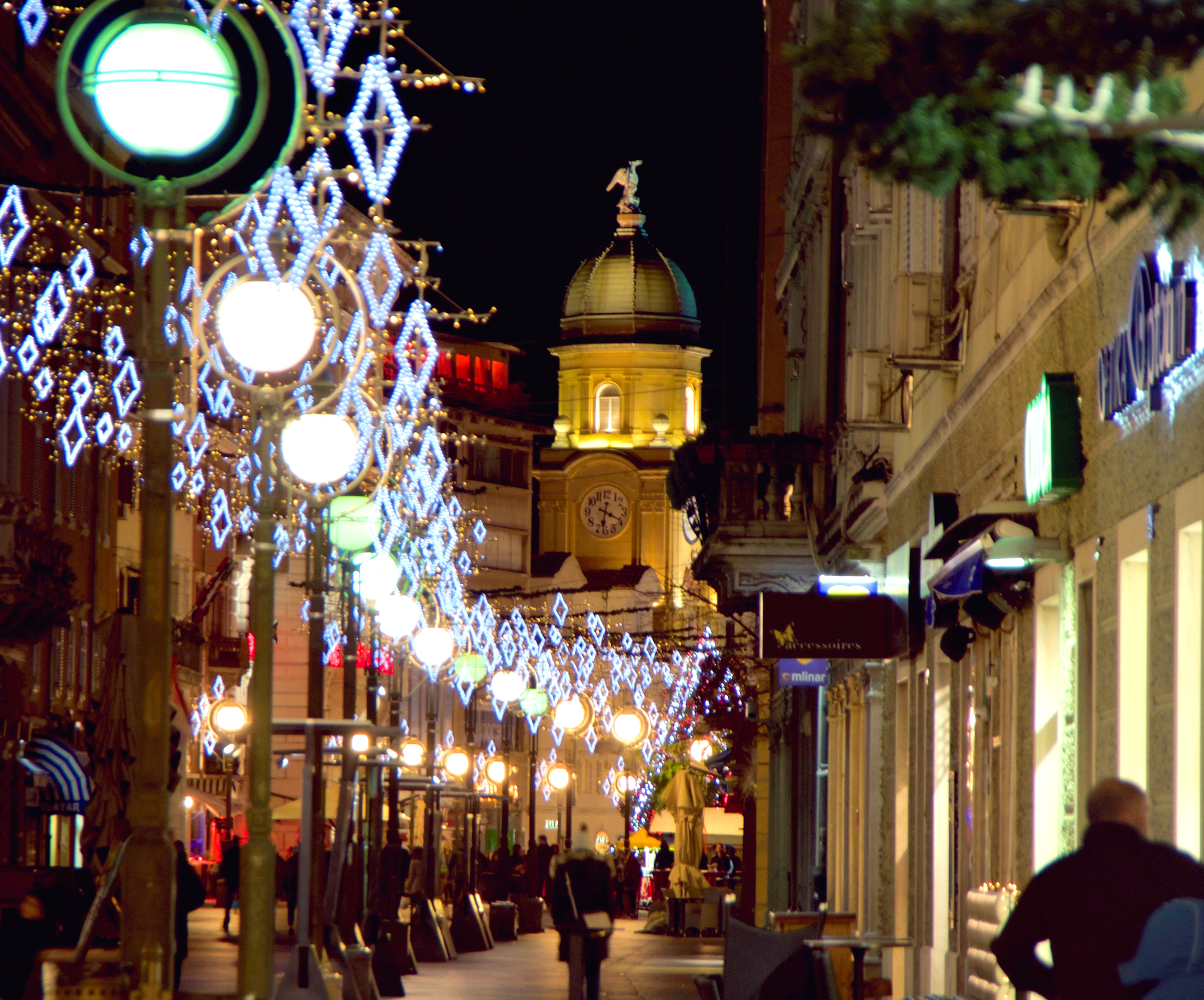
リエカ

IMFによると、2024年の名目GDPは約880億ドルである。一人当たりの名目GDPは13,401ドルで、旧ユーゴスラビア諸国の中ではスロベニアに次いで2番目に高い。

### 鉱業
クロアチアの鉱業は同国の経済において補助的な役割しか果たしていない。原油（104万トン）と天然ガス（74千ジュール）は同国のエネルギー消費量の数%をまかなうに過ぎない。金属鉱物資源は産出せず、塩などが見られる程度である。

## 交通
陸路、航空路、水路交通（ならびに河川舟運）は次のように整備されている（クロアチアの交通はザグレブ中心なので、ザグレブ#交通に詳述されている）。

### 道路
国道には1号線（オーストリア国境〜ザグレブ〜スプリト）、3号線（ハンガリー国境〜ザグレブ〜リエカ）、8号線（リエカ〜ザダル〜スプリト〜ドブロブニク〜モンテネグロ国境）などがあり、高速道路はA1（ザグレブ〜ザダル〜スプリト〜プロツェ、E71）、A2（オーストリア国境〜ザグレブ、E59）、A3（スロベニア国境〜ザグレブ〜スラヴォンスキ・ブロド〜セルビア国境、E70）、A4（ザグレブ〜ハンガリー国境、E70＝E65）などが近年急激に整備されてきた。 都市間の移動には中長距離バスが利用されていて、便利である。市内の移動には、バス、路面電車（ザグレブなど）、タクシーなどが利用できる。

### 鉄道

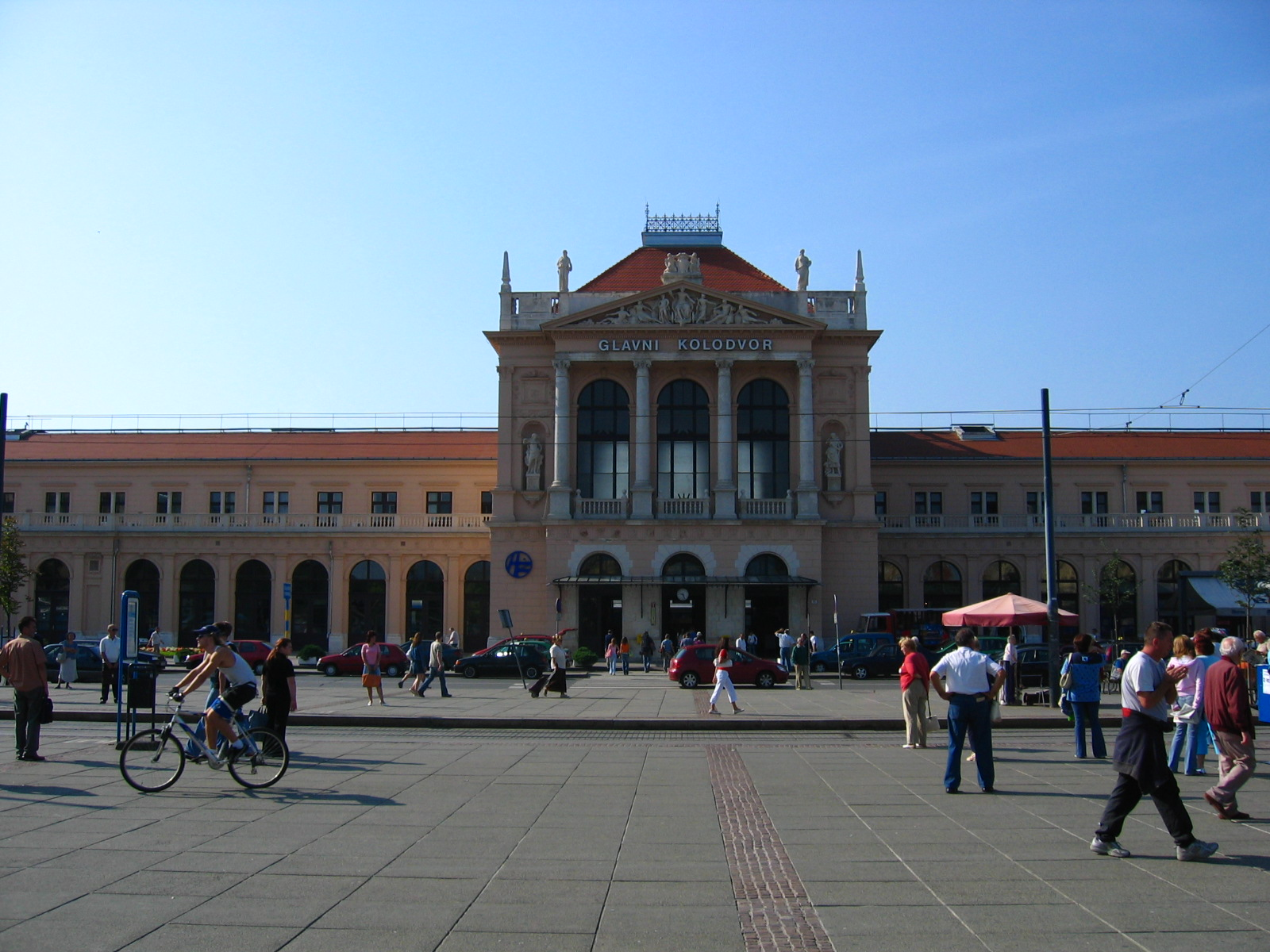
ザグレブ中央駅

ユーゴスラビア鉄道が解体されたあとのクロアチア鉄道（国有鉄道）が運営している。主な路線にはザグレブ〜ヴィンコヴツィ、ザグレブ〜オシエク、ザグレブ〜リエカ、ザグレブ〜スプリトなどがあり、さらに隣国のオーストリア、スロベニア、ハンガリー、セルビアなどへの国際列車も多い。

### 航空路
クロアチア航空がある。空港はザグレブ（ザグレブ国際空港）、リエカ、スプリト、ドブロヴニクなどにあり、各社の航空機が発着している。

### 水路
リエカ、ザダル、スプリトに大きな港があり、アドリア海ではヤドロリニヤやブルーライン・インターナショナル（スプリト〜アンコーナ）などの海運会社も活躍していて、アドリア海に面した有名観光都市（リエカ、ザダル、スプリト、ドブロヴニク、および諸島）へは各社の豪華客船の寄港も多い。ヴコヴァル（ドナウ川）、スラヴォンスキ・ブロド（サヴァ川）などでは河川も利用されている。

## 国民

### 民族
| 民族構成（クロアチア） | 民族構成（クロアチア） | 民族構成（クロアチア） | 民族構成（クロアチア） | 民族構成（クロアチア） |
| ---------------------- | ---------------------- | ---------------------- | ---------------------- | ---------------------- |
|                        |                        |                        |                        |                        |
| クロアチア人           | クロアチア人           |                        | 90.4%                  | 90.4%                  |
| セルビア人             | セルビア人             |                        | 4.4%                   | 4.4%                   |
| ボシュニャク人         | ボシュニャク人         |                        | 0.7%                   | 0.7%                   |
| その他                 | その他                 |                        | 4.5%                   | 4.5%                   |

住民は、クロアチア人が90.4%である。その他、セルビア人が4.36%、ボシュニャク人が0.7%などとなっている。クロアチアにおけるクロアチア人の割合はクロアチア紛争以降高くなっており、クロアチア紛争によってクロアチアに在住していたセルビア人の多くが難民としてクロアチア国外に退去したか、あるいは死亡した一方で、ボスニアからのクロアチア系難民が多く流入したものと見られている。民族浄化の最も成功した例といえる。

### 言語

クロアチアのクロアチア語の方言の地図

言語はクロアチア語のラテン文字が公用語であり、広く使われている (96%)。一部セルビア語を使うものもいる (1%) が、この二つは文字が違う（セルビア語はキリル文字とラテン文字を使用）程度でほとんど同じ言葉であり、その違いは日本語の共通語（東京地域）と大阪弁の間の違いよりも小さいといわれる。実際、旧ユーゴスラビア時代はセルビア・クロアチア語という一つの言語として扱われていた。

### 婚姻
婚姻時、改姓しない夫婦別姓も、配偶者の姓に改姓することも、複合姓とすることもいずれも選択が可能である。

### 宗教
宗教は、大部分がローマ・カトリック（中心はザグレブ大聖堂）である (86.3%)。残りは、セルビア正教会が4.4%、イスラム教が1.3%、プロテスタントが0.3%などである。

### 教育

#### 日本語教育
2014年現在、ザグレブ大学とザダル大学で日本語教育が行われている。

### 保健
クロアチアは、世界における平均余命で約50位にランクされており、男性は73歳、女性は79歳であり、乳児死亡率は出生1,000人あたり6人と低かった。

## 治安
クロアチアの治安状況は、一般に中・東欧諸国の中で比較的安全とされている。しかし、観光シーズンである夏季を中心として、同国を訪れた日本人旅行者から「スリ被害に遭った」との情報が頻繁に寄せられているとの報告が続いている為、十分な注意が求められている。

## マスコミ

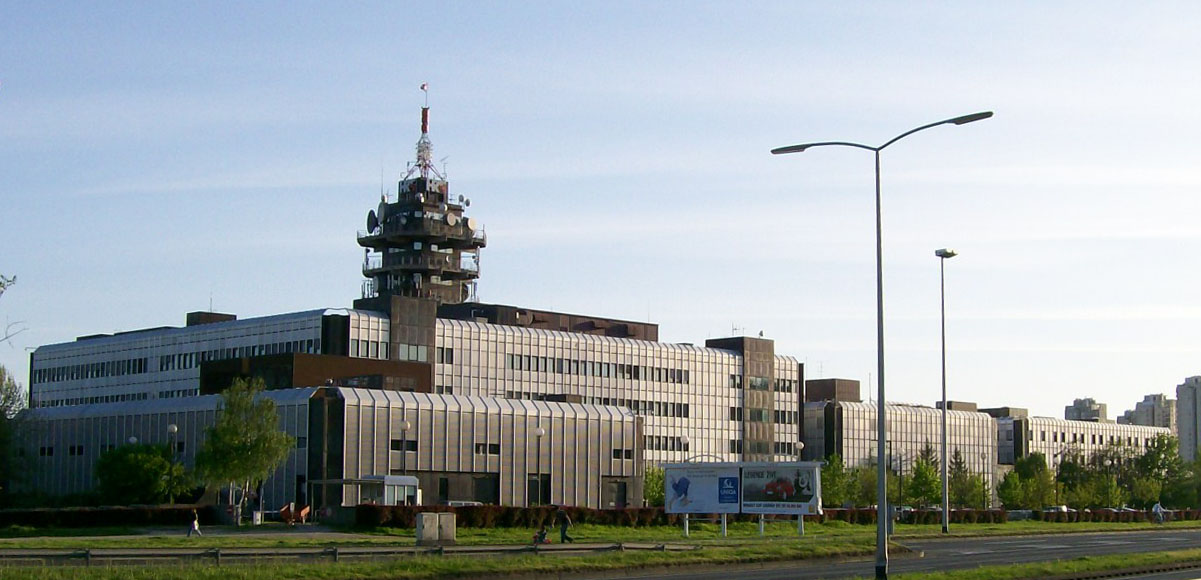
ザグレブにあるクロアチア国営放送 (HRT) 本部

クロアチアでは、憲法により出版および言論の自由が保障されている。国境なき記者団が発表した2019年版の世界報道自由度ランキングでは64位で、汚職や組織犯罪、戦争犯罪を調査するジャーナリストが困難に直面していることや、クロアチア国営放送 (HRT) の編集方針に政府が影響力をおよぼそうとしていることが指摘された。フリーダム・ハウスは2019年版のレポート Freedom in the World で、クロアチアにおける出版および言論の自由の状況を「総じて政治的介入や操作から自由」と評価したが、なおジャーナリストが脅迫や、ときには攻撃にさらされていると付け加えた。国営のクロアチア通信社 (HINA) は、クロアチア語と英語で政治、経済、社会、文化に関する記事を配信している。
2021年1月時点で、クロアチアには全国規模のDVB-Tのテレビ放送が13チャンネルある。このうちHRTが4チャンネル、RTL（旧RTLテレヴィジヤ）が3チャンネル、ノヴァTVが2チャンネル、クロアチア・オリンピック委員会とカピタル・ネットd.o.o.、それにAuthor d.o.o. がそれぞれ1チャンネルを運営している。これに加えて、ローカル放送が21チャンネルある。HRTは衛星放送も行っている。2020年現在、テレビ局は国内に27、ラジオ局は147ある。ケーブルテレビやIP放送も普及してきており、ケーブルテレビは人口のおよそ1割にあたる45万人が視聴可能である。
2010年時点で、クロアチアでは新聞267紙と雑誌2,676誌が発行されていた。印刷メディアは、クロアチア資本のハンザ・メディアとオーストリア資本のスティリア・メディア・グループのふたつが有力で、前者はユタルニイ・リスト (Jutarnji list) 、後者はヴェチェルニイ・リスト (Večernji list) および 24sata という日刊紙を刊行している。そのほかの有力紙として、ノヴィ・リスト (Novi list) やスロボドナ・ダルマツィヤ (Slobodna Dalmacija) が挙げられる。2020年の発行部数は24sataが最も多く、ヴェチェルニイ・リスト、ユタルニイ・リストがこれに続いた。

## 文化
ネクタイは元々がクロアチア人の風習であったことから、ネクタイを指す言葉が各国語で「クロアチア」を語幹に使っている例がある（フランス語: cravateやスペイン語: corbataなど）。

### 食文化

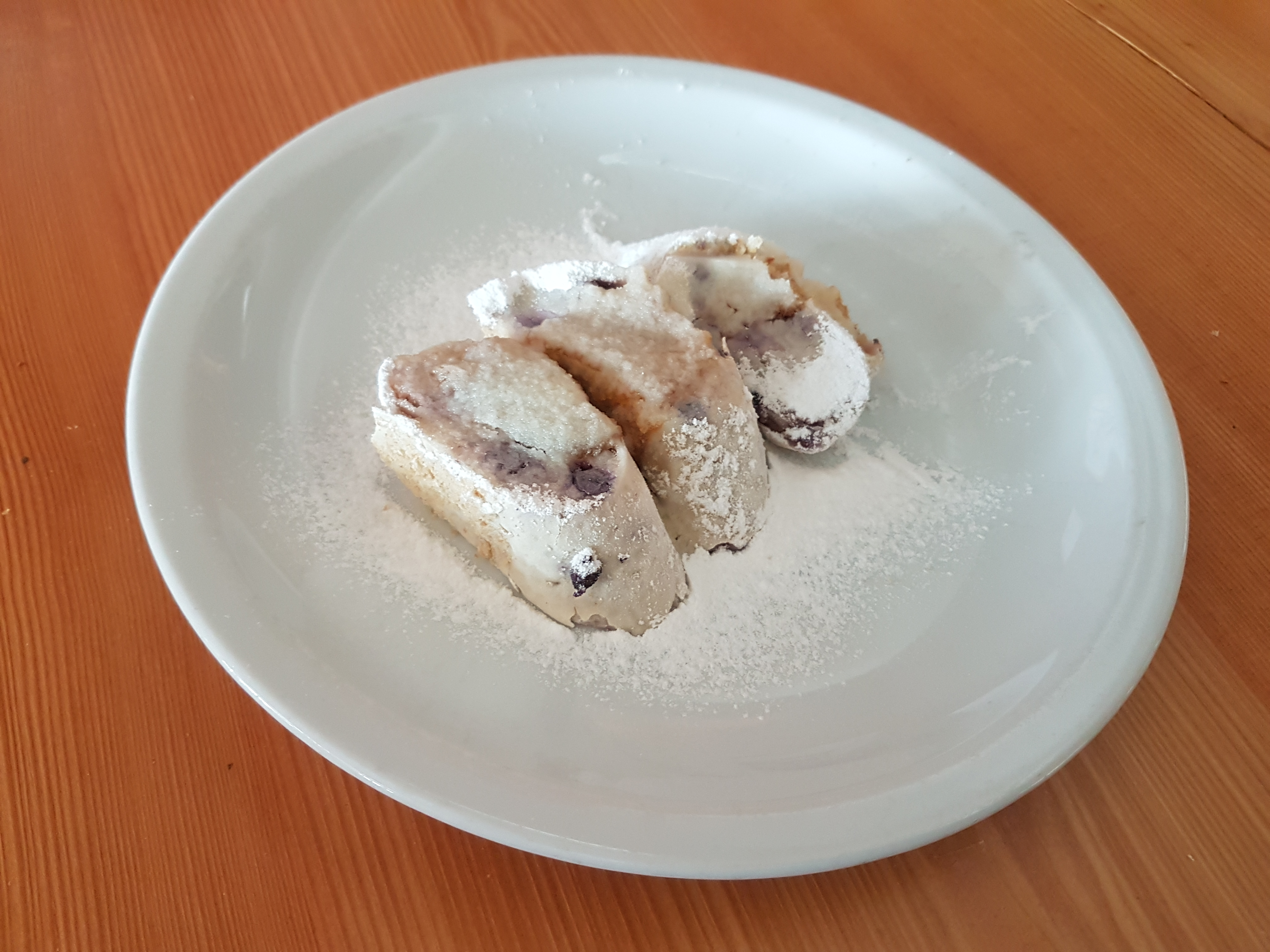
シュトゥルクリ
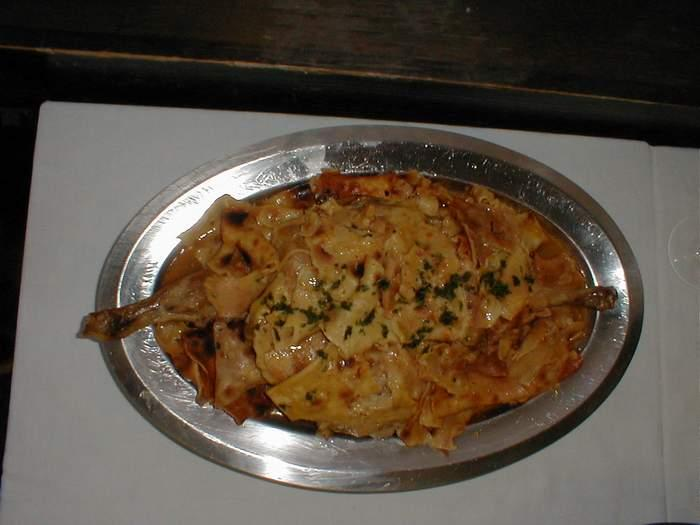
ムリンツィ（英語版）

同国の料理は主に以下のものが知られている。
- チェヴァプチチ
- ブレク
- シュトゥルクリ

### 文学

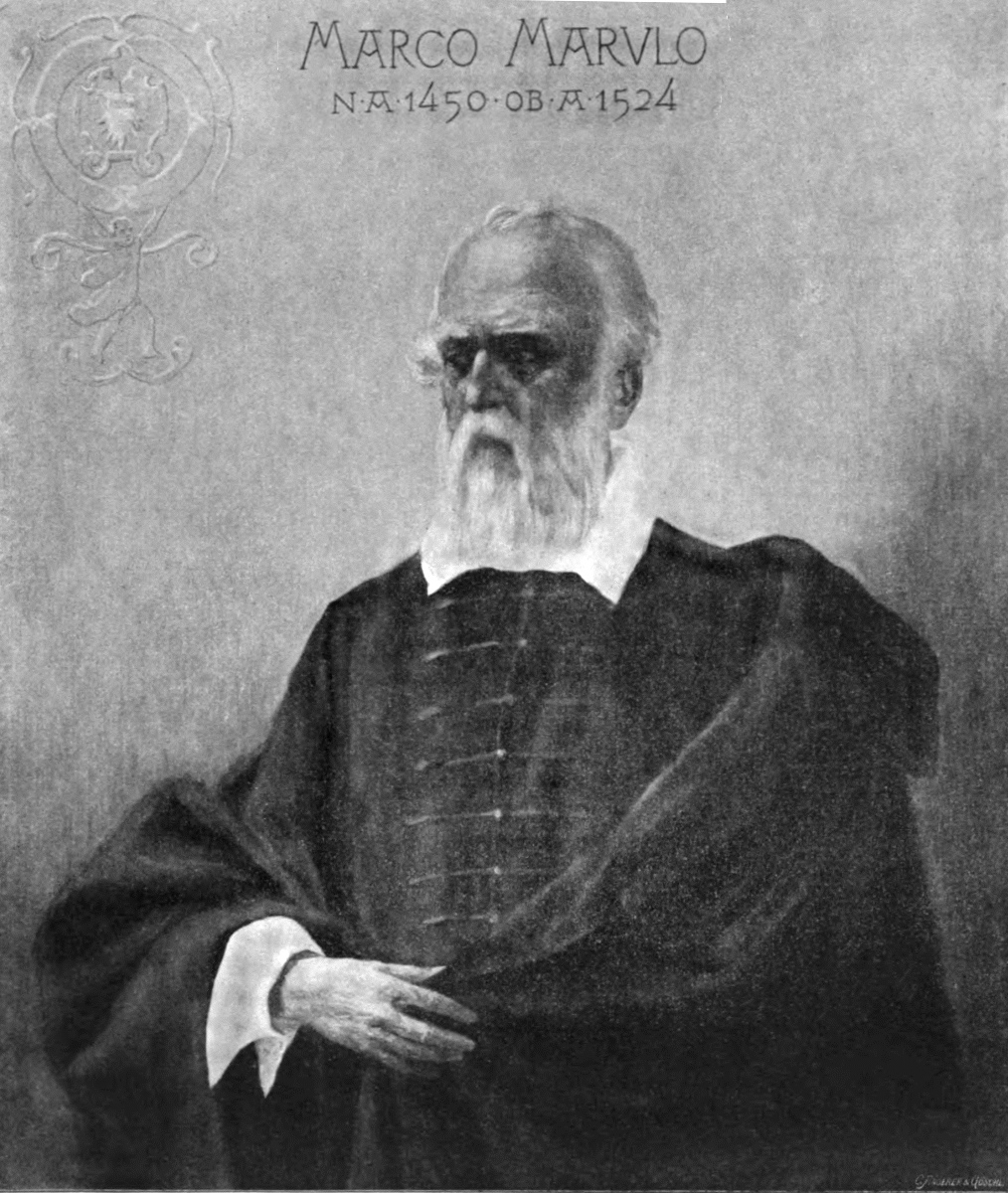
クロアチアの国民的詩人マルコ・マルリッチ。人文主義者で、法律家かつ判事でもあった。Psychology（心理学）という言葉の発案者とされる

クロアチア語で書かれた現存する最古の文献は、クルク島で発見された1100年前後のものと推定されるバシュカ碑文で、グラゴル文字で記されている。ルネサンス期になると、マルコ・マルリッチのもとでクロアチア文学は発展をはじめた。今日に至るまでの代表的な作家として、ルネサンス期の劇作家マリン・ドルジッチ、バロック期の詩人イヴァン・グンドゥリッチ、イリュリア運動に加わった詩人イヴァン・マジュラニッチ、小説家・劇作家・詩人のアウグスト・シェノア、児童文学作家イヴァナ・ブルリッチ＝マジュラニッチ、作家でジャーナリストのマリヤ・ユリッチ・ザゴルカ、詩人・作家アントゥン・グスタヴ・マトシュ、詩人アントゥン・ブランコ・シミッチ、表現主義およびリアリズムの作家ミロスラヴ・クルレジャ、詩人ティン・ウイェヴィッチ、小説家のイヴォ・アンドリッチなどが挙げられる。

### 音楽
クロアチアの民俗音楽は地域によって大きく異なる。北部では旋律やリズムがハンガリーと似ているが、タンブリツァによる伴奏がクロアチア的であるとされ、ヴァイオリン・ツィンバロムといった構成はあまり使われない。また、リズムにハンガリー民謡のようなシンコペーションは見られない。男性合唱による「クラパ」はダルマチア地方ではいまでも盛んに行われていて、観光客もよく耳にする。 また、1919年に創立されたザグレブ四重奏団も名高い。

#### ディスコグラフィー
- "Songs & Dances from Croatia"(Zagreb Folk Dance Ensemble / Dr.Ivan Ivančan - Mentor / EUCD 1500, dinaton & ®©1900, ARC Music Productions Int.Ltd.[38])
- "Folk Music from Croatia"(Tamburaski Sastav "Veritas"(Tambura Ensemble "Veritas") / EUCD 1078, ARC M.P.Int.Ltd.)

### 映画
1954年に設立されたプーラ映画祭や1999年に設立のモトヴン映画祭が有名であり、2003年からは首都ザグレブにおいてザグレブ映画祭（ZFF）が開催されている。
また、「ZagrebDox」と呼ばれる国際ドキュメンタリー映画祭が毎年2月下旬から3月上旬にかけてザグレブで開催される。

### 建築
クロアチアはヨーロッパ諸国において建築の歴史が長い国の一国に数えられている。

### 世界遺産

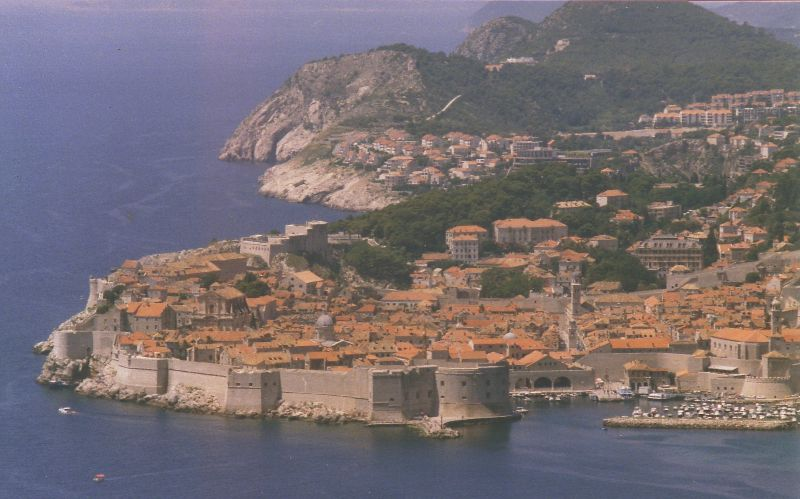
世界遺産ドゥブロヴニク旧市街

クロアチア国内には、ユネスコの世界遺産リストに登録された文化遺産が8件、自然遺産が2件ある。（2025年8月現在）

### 祝祭日
| 日付                 | 日本語表記                   | クロアチア語表記                                                                                         | 備考     |
| -------------------- | ---------------------------- | --- | -------- |
| 1月1日               | 元日                         | Nova Godina（ノヴァ・ゴディナ）                                                                          |          |
|                      | 復活祭および復活祭後の月曜日 | Uskrs i Uskršnji ponedjeljak（ウスクルス・イ・ウスクルシニ・ポネディイェルイェヤク）                     | 変動あり |
| 5月1日               | メーデー                     | Međunarodni praznik rada（メジュナロドニー・プラズニク・ラダ）                                           |          |
| イースターより60日後 | 聖体の祝日                   | Tjelovo （ティイェロヴォー）                                                                             | 移動祝日 |
| 6月22日              | 反ファシスト闘争記念日       | Dan antifašističke borbe（ダン・アンティファシスティチュケ・ボルベ）                                     |          |
| 6月25日              | 国家の日                     | Dan državnosti（ダン・ドルジャヴノスティ）                                                               |          |
| 8月5日               | 解放の日                     | Dan pobjede i Dan domovinske zahvalnosti（ダン・ポブイェデ・イ・ダン・ドモヴィンスケ・ザファルノスティ） |          |
| 8月15日              | 聖母被昇天の祭日             | Velika Gospa（ヴェリカ・ゴースパ）                                                                       |          |
| 10月8日              | 独立記念日                   | Dan nezavisnosti（ダン・ネザヴィスノスティ）                                                             |          |
| 11月1日              | 諸聖人の日                   | Dan svih svetih（ダン・スヴィ・スヴェーティー）                                                          |          |
| 12月25日             | クリスマス                   | Božić（ボージチュ）                                                                                      |          |
| 12月26日             | 聖ステファノ殉教者の祝日     | Sveti Stjepan（スヴェーティー・スティエパン）                                                            |          |

### スポーツ
サッカー

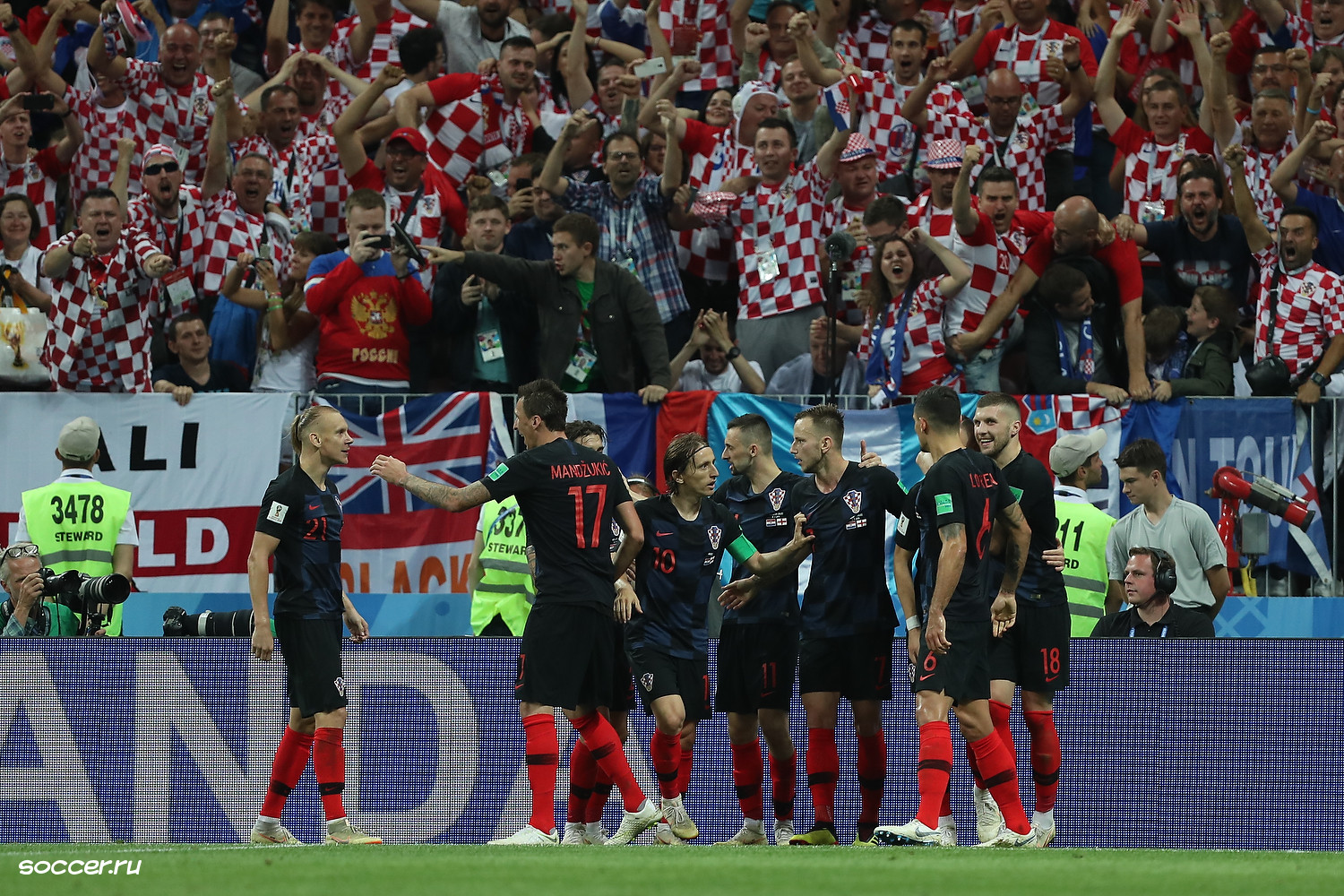
「2018 FIFAワールドカップ」準決勝でのサッカークロアチア代表

サッカーはクロアチア国内で圧倒的に1番人気のスポーツであり、旧ユーゴスラビア時代から数多くの世界的な名選手を輩出している。1992年にはサッカーリーグのプルヴァHNLが創設された。ディナモ・ザグレブとハイドゥク・スプリトのダービーマッチである『ヴィエチュニ・デルビ』は、地域主義に根差したライバル意識が強く、サポーター同士の衝突が頻繁に発生する。
クロアチアサッカー連盟（HNS）によって構成されるサッカークロアチア代表は、FIFAワールドカップには1998年大会で初出場を果たし、3位の好成績を収めた。さらに2018年大会では旧ユーゴ時代を通しても初となる決勝進出を果たし、フランス代表に2-4で敗れたものの準優勝に輝いた。キャプテンのルカ・モドリッチは、同大会でゴールデンボール（最優秀選手）を受賞し、さらに同年にはFIFA最優秀選手賞とバロンドールも獲得している。2022年大会では日本代表をPK戦で下した上で強豪ブラジル代表を破り、3位に入賞した。
バスケットボール

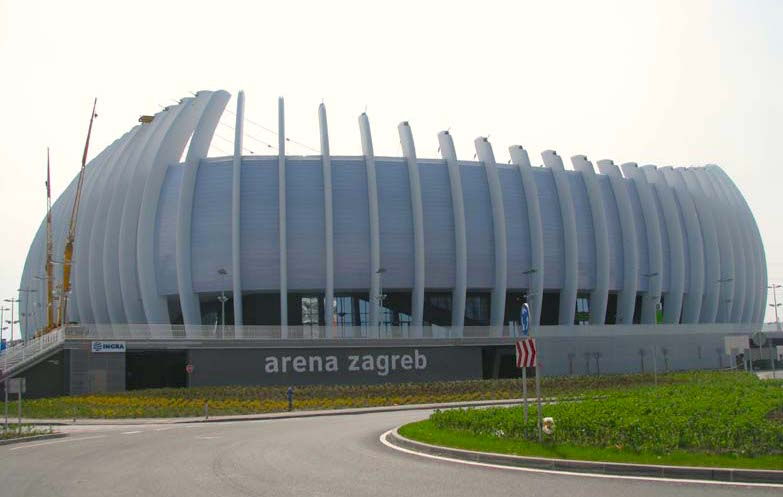
アリーナ・ザグレブ

クロアチアでは多くのNBA選手を輩出しており、クロアチア代表は独立後の1992年に結成された。初めてのオリンピックとなったバルセロナ五輪では、マイケル・ジョーダンやマジック・ジョンソンらを擁する初代ドリームチームを相手に決勝で敗れたものの、初出場で堂々の銀メダルを獲得した。また、1994年世界選手権でも銅メダルを獲得している。さらにユーロバスケットでは、1993年大会と1995年大会で銅メダルを獲得した。しかし、1996年のアトランタ五輪で7位に終わった後は長らく低迷が続いた。2008年の北京五輪でアトランタ大会以来の五輪出場を成し遂げ、再び復調の兆しをみせている。
テニス
クロアチアはテニスも盛んであり、世界ランク2位を記録したゴラン・イワニセビッチからイワン・リュビチッチ、イボ・カロビッチ、マリオ・アンチッチ、マリン・チリッチと、常に長身のビッグサーバーを輩出するテニス大国である。2005年には国別対抗戦であるデビスカップで、イワン・リュビチッチとマリオ・アンチッチの2人を中心に世界一に輝いた。